# Bella Abzug
Bella Savitzky Abzug, född 24 juli 1920 i New York, död 31 mars 1998 i New York, var en amerikansk advokat, kongressledamot, aktivist och ledare av den amerikanska kvinnorörelsen under den andra vågens feminism. Hon gick ibland under smeknamnet "Battling Bella".

## Biografi
Bella Savitzky föddes som dotter till rysk-judiska emmigranter. Hon läste statsvetenskap på Hunter College och studerade juridik på Columbia University. År 1944 gifte hon sig med affärsmannen Martin Abzug och året efter blev hon advokat i New York, där hon specialiserade sig på medborgerliga rättigheter.
Abzug satt i den amerikanska kongressen som representant för New York mellan 1971 och 1977 och ställde upp i borgmästarvalet i New York 1977. Hon var - vid sidan av bland andra Gloria Steinem, Shirley Chisholm och Betty Friedan - en av de ledande feminister som grundade kvinnogruppen National Women's Political Caucus 1971. Hon var tillsammans med Jill Ruckelshaus en av de två ledarna för National Commission on the Observance of International Women's Year under år 1975, och var ordförande under 1977 National Women's Conference, och för National Advisory Commission for Women. Hon tillhörde de ledande aktivister som arbetade för införandet av Equal Rights Amendment 1971-1982.
Bella Abzug avled den 31 mars 1998 i sviterna efter en hjärtoperation.

## Utmärkelser
År 1994 upptogs hon i National Women's Hall of Fame och 2018 uppkallades en gata i Greenwich efter henne.

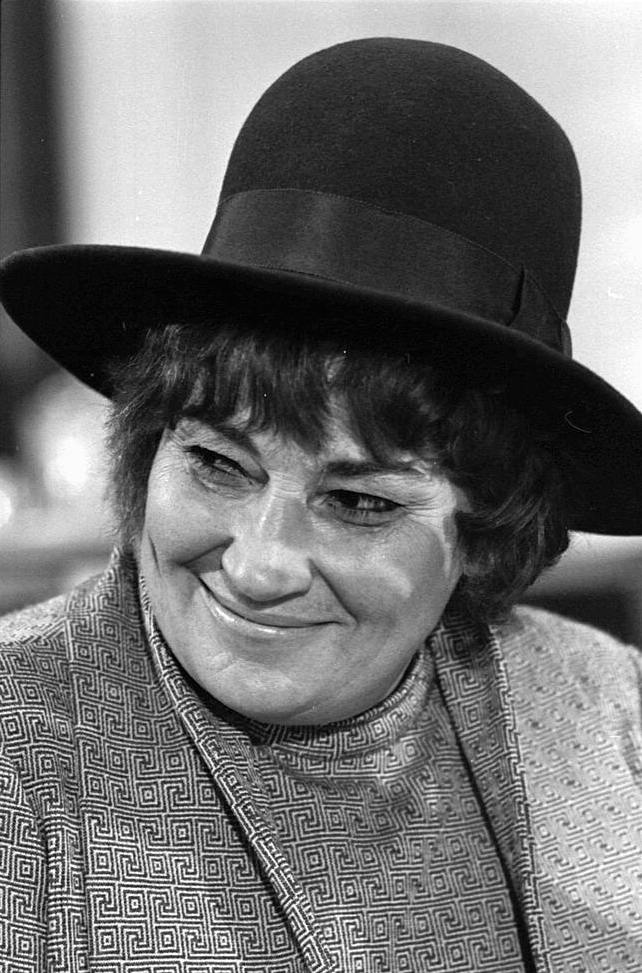
Bella Abzug, 30 november 1971.
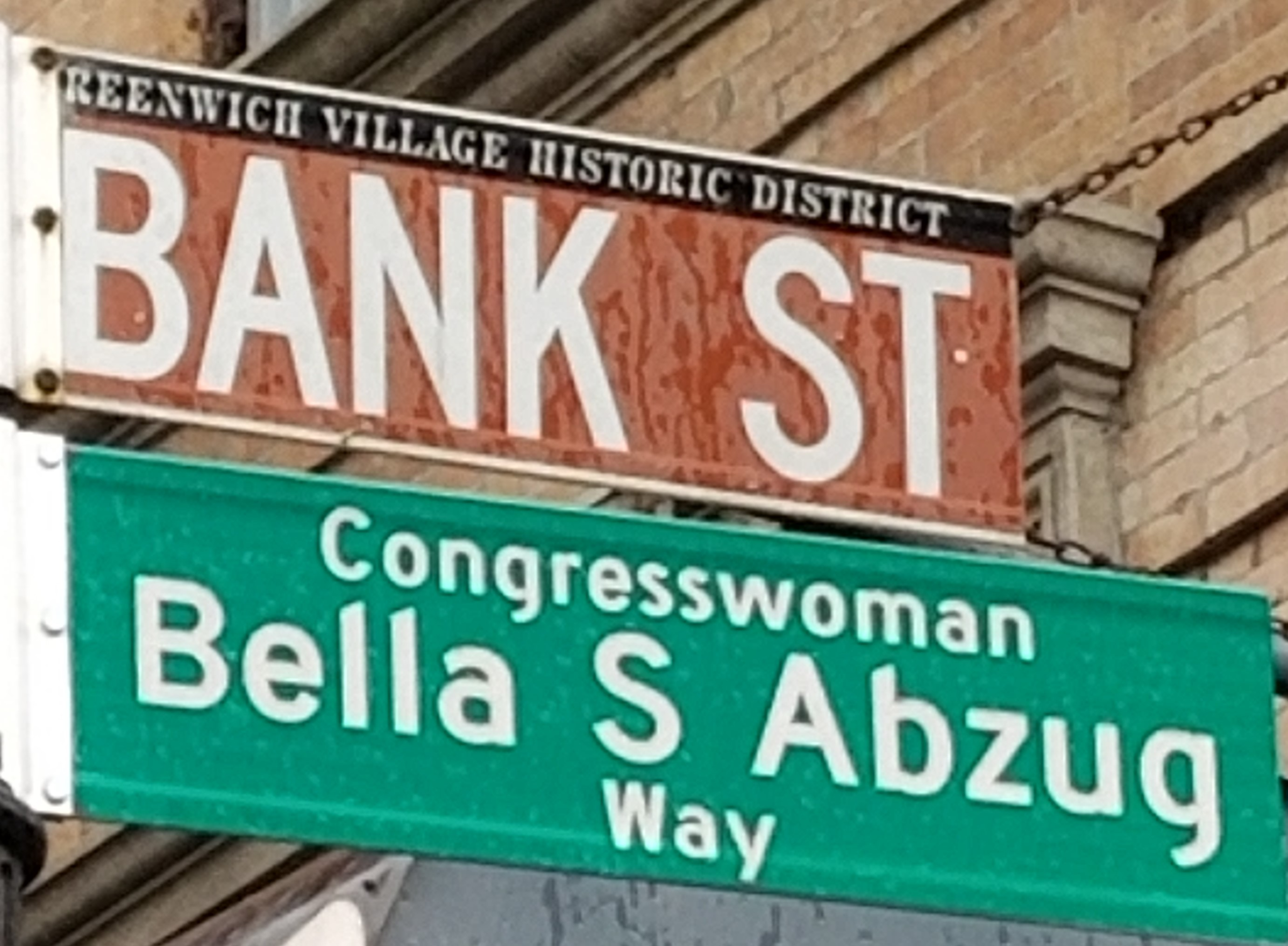
Abzug Way.